# Shyam Benegal
Shyam Benegal (Trimulgherry, Estado de Hyderabad, Raj británico -hoy Telangana, India, 14 de diciembre de 1934-23 de diciembre de 2024) fue un director de cine y guionista indio. Con sus primeros cuatro largometrajes, Ankur (1974), Nishant (1975), Manthan (1976) y Bhumika (1977), formó parte de un nuevo género, que ahora se conoce como el "cine intermedio" en la India. El autor ha expresado su disgusto con el término, prefiriendo que su trabajo se llame Cine nuevo o alternativo. Benegal fue galardonado con el Padma Shri en 1976 y el Padma Bhushan en 1991. El 8 de agosto de 2007, Benegal fue galardonado con el premio más alto en el cine indio por logros de toda la vida, el Premio Dadasaheb Phalke para el año 2005. Ha ganado el Premio Nacional de Cine a la Mejor Película en Hindi siete veces. Recibió el premio V. Shantaram Lifetime Achievement Award en el Festival Internacional de Cine de Mumbai 2018.

## Primeros años y educación
Shyam Benegal nació el 14 de diciembre de 1934 en Trimulgherry, entonces un acantonamiento británico, y ahora ciudad gemela de la capital del estado, como Shyam Sunder Benegal. Fue aquí a los doce años, cuando hizo su primera película, en una cámara que le regaló su padre, el fotógrafo Sridhar B. Benegal. Realizó una maestría en Economía de la Universidad de Osmania, Hyderabad. Allí formó la Hyderabad Film Society.

### Familia
La famosa abuela materna del director de cine y actor Guru Dutt y la abuela paterna de Shyam eran hermanas.

## Carrera

### Carrera temprana
En 1959, comenzó a trabajar como redactor en una agencia de publicidad con sede en Mumbai, Lintas Advertising, donde ascendió para convertirse en jefe creativo. Mientras tanto, Benegal realizó su primer documental en Gujarati, Gher Betha Ganga (Ganges at the Doorstep) en 1962. Su primer largometraje tuvo que esperar otra década mientras trabajaba en el guion.
En 1963 tuvo una breve temporada con otra agencia de publicidad llamada ASP (Publicidad, Ventas y Promoción). Durante sus años publicitarios, dirigió más de 900 documentales patrocinados y películas publicitarias.
Entre 1966 y 1973, Shyam enseñó en el Instituto de Cine y Televisión de India (FTII), Pune, y ejerció dos veces como presidente del instituto, entre 1980-83 y 1989-92. Para entonces ya había comenzado a hacer documentales. Uno de estos primeros documentales, A Child of the Streets (1967), le valió la aclamación de la crítica. En total, ha realizado más de 70 documentales y cortometrajes. 
Fue galardonado con la beca Homi J. Bhabha (1970–72) que le permitió trabajar en el Children's Television Workshop, Nueva York, y más tarde en el WGBH-TV de Boston.

### Largometrajes
Después de regresar a Mumbai, recibió financiación independiente y Ankur (The Seedling) finalmente se hizo en 1973. Era una historia de explotación económica y sexual en su estado natal, Telangana, y Benegal saltó instantáneamente a la fama. La película presentó a los actores Shabana Azmi y Anant Nag y Benegal ganaron el Premio Nacional de Cine de 1975 a la Segunda Mejor Película. Shabana ganó el Premio Nacional de Cine a la Mejor Actriz .
El éxito que disfrutó el New India Cinema en la década de 1970 y principios de 1980 podría atribuirse en gran medida al cuarteto de Shyam Benegal: Ankur (1973), Nishant (1975), Manthan (1976) y Bhumika (1977). Benegal utilizó una variedad de nuevos actores, principalmente de FTII y NSD, como Naseeruddin Shah, Om Puri, Smita Patil, Shabana Azmi, Kulbhushan Kharbanda y Amrish Puri.
En la siguiente película de Benegal, Nishant (Night's End) (1975), la esposa de un maestro es secuestrada y violada en grupo por cuatro zamindars; el oficialismo hace oídos sordos a las angustiadas súplicas de ayuda del marido. Manthan (The Churning) (1976) es una película sobre el empoderamiento rural y se desarrolla en el contexto de la incipiente industria láctea de Gujarat. Por primera vez, más de cinco lakh (medio millón) agricultores rurales en Gujarat contribuyeron con ₹ 2 cada uno y se convirtieron en los productores de la película. Tras su lanzamiento, los camiones de granjeros llegaron a ver "su" película, lo que la convirtió en un éxito en la taquilla. Después de esta trilogía sobre la opresión rural, Benegal hizo una película biográfica Bhumika (The Role) (1977), ampliamente basada en la vida de la conocida actriz de cine y teatro marathi de la década de 1940, Hansa Wadkar (interpretada por Smita Patil), quien llevó una vida extravagante y poco convencional. El personaje principal se embarca en una búsqueda individual de identidad y autorrealización, a la vez que lidia con la explotación por parte de los hombres. 

A principios de la década de 1970, Shyam realizó 21 módulos de películas para el Experimento de Televisión Instruccional por Satélite (SITE), patrocinado por UNICEF. Esto le permitió interactuar con niños de SITE y muchos artistas populares. En algún momento, usó a muchos de estos niños en su versión de largometraje del clásico cuento popular Charandas Chor (Charandas the Thief) en 1975. Lo hizo para la Children's Film Society, India. Para citar al crítico de cine Derek Malcolm:
"lo que Benegal ha hecho es pintar una magnífica recreación visual de esos días extraordinarios y que también es sensible a las agonías y la situación de una mujer talentosa cuya necesidad de seguridad solo fue igualada por su insistencia en la libertad". 

### La década de 1980
A diferencia de la mayoría de los cineastas de New Cinema, Benegal ha tenido patrocinadores privados para muchas de sus películas y respaldo institucional para algunos, incluidos Manthan (Federación Cooperativa de Comercialización de Leche de Gujarat) y Susman (1987) (Cooperativas Handloom). Sin embargo, sus películas no tuvieron lanzamientos adecuados. Se dirigió a la televisión donde dirigió series como Yatra (1986), para Indian Railways, y uno de los proyectos más grandes emprendidos en la televisión india, la serie televisiva de 53 episodios Bharat Ek Khoj (1988) basada en el libro de Jawaharlal Nehru, Descubrimiento de la India. Esto le dio una ventaja adicional, ya que logró sobrevivir al colapso del movimiento New Cinema a fines de la década de 1980 debido a la escasez de fondos, con lo que se perdieron muchos cineastas neorrealistas. Benegal continuó haciendo películas durante las siguientes dos décadas. También se desempeñó como Director de la National Film Development Corporation (NFDC) de 1980 a 1986. 
Tras el éxito de estas cuatro películas, Benegal fue respaldado por la estrella Shashi Kapoor, para quien hizo Junoon (1978) y Kalyug (1981). La primera fue una historia de amor interracial ambientada en el turbulento período de la Rebelión India de 1857, mientras que la segunda se basó en el Mahabharata y no fue un gran éxito, aunque ambos ganaron los Premios Filmfare a la Mejor Película en 1980 y 1982, respectivamente.
La siguiente película de Benegal, Mandi (1983), fue una comedia satírica sobre política y prostitución, protagonizada por Shabana Azmi y Smita Patil. Más tarde, trabajando a partir de su propia historia, basada en los últimos días de los portugueses en Goa, a principios de la década de 1960, Shyam exploró las relaciones humanas en Trikal (1985).
Pronto, Shyam Benegal superó las películas narrativas tradicionales y recurrió al material biográfico para lograr una mayor libertad de expresión. Su primera incursión en este género fue con una película documental sobre la base de Satyajit Ray vida 's, Satyajit Ray, en 1985. Esto fue seguido por obras como Sardari Begum (1996) y Zubeidaa, que fue escrito por el realizador y crítico Khalid Mohamed.
En 1985 fue miembro del jurado en el 14.º Festival Internacional de Cine de Moscú.

### La década de 1990 y más allá
En la década de 1990, Shyam Benegal hizo una trilogía sobre las mujeres musulmanas indias, comenzando con Mammo (1994), Sardari Begum (1996) y Zubeidaa (2001). Con Zubeidaa, entró en la corriente principal de Bollywood, ya que protagonizó la estrella de Bollywood Karishma Kapoor y presumió de la música de AR Rahman.
En 1992, hizo Suraj Ka Satvan Ghoda (Séptimo Caballo del Sol), basado en una novela de Dharmavir Bharati, que ganó el Premio Nacional de Cine de 1993 a la Mejor Película en Hindi. En 1996 realizó otra película basada en el libro The Making of the Mahatma, basada en Fatima Meer, The Apprenticeship of a Mahatma. Este giro hacia el material biográfico resultó en Netaji Subhas Chandra Bose: The Forgotten Hero, su película en inglés de 2005. Criticó el sistema de castas indio en Samar (1999), que ganó el Premio Nacional de Cine al Mejor Largometraje.
Benegal es el actual presidente de la Federación de Sociedades de Cine de la India. Es dueño de una compañía de producción llamada Sahyadri Films.
Es autor de tres libros basados en sus propias películas: The Churning with Vijay Tendulkar (1984), basado en Manthan; Satyajit Ray (1988), basado en su película biográfica, Satyajit Ray; y The Marketplace (1989), que se basó en Mandi.
En 2009 fue miembro del jurado en el 31° Festival Internacional de Cine de Moscú.

## Proyectos recientes
En 2008, su película Welcome to Sajjanpur, protagonizada por Shreyas Talpade y Amrita Rao, fue lanzada con una buena respuesta. Su música fue compuesta por Shantanu Moitra, y fue producida por Chetan Motiwalla. Shyam Benegal está programado para dirigir un musical épico, Chamki Chameli, inspirado en la clásica ópera española de George Bizet Carmen. La historia gira en torno a la homónima Chamki, una hermosa gitana con un temperamento ardiente y escrita por Shama Zaidi. La música es de AR Rahman y la letra es de Javed Akhtar.
En marzo de 2010, Benegal lanzó la sátira política Bien hecho Abba.
Uno de los proyectos futuros de Benegal es una película basada en la vida de Noor Inayat Khan, hija de Inayat Khan y descendiente de Tipu Sultan, quien sirvió como espía británico durante la Segunda Guerra Mundial.
Benegal regresó en la pantalla pequeña con Samvidhaan, una miniserie de 10 partes que gira en torno a la creación de la Constitución india, que se emitió en Rajya Sabha TV desde el 2 de marzo de 2014. Junto con Benegal, Tom Alter, Dalip Tahil, Sachin Khedekar, Divya Dutta, Rajendra Gupta, KK Raina e Ila Arun fueron vistos en la conferencia de prensa de la serie de televisión.
El gobierno de Bangladés confirmó que Benegal dirigirá la película biográfica de Sheikh Mujibur Rahman. La película se estrenará antes del centenario del nacimiento del jeque Mujibur Rahman, probablemente para 2021.

## Vida personal
Shyam Benegal está casado con Nira Benegal y tiene una hija, Pía, que es diseñadora de vestuario para largometrajes.

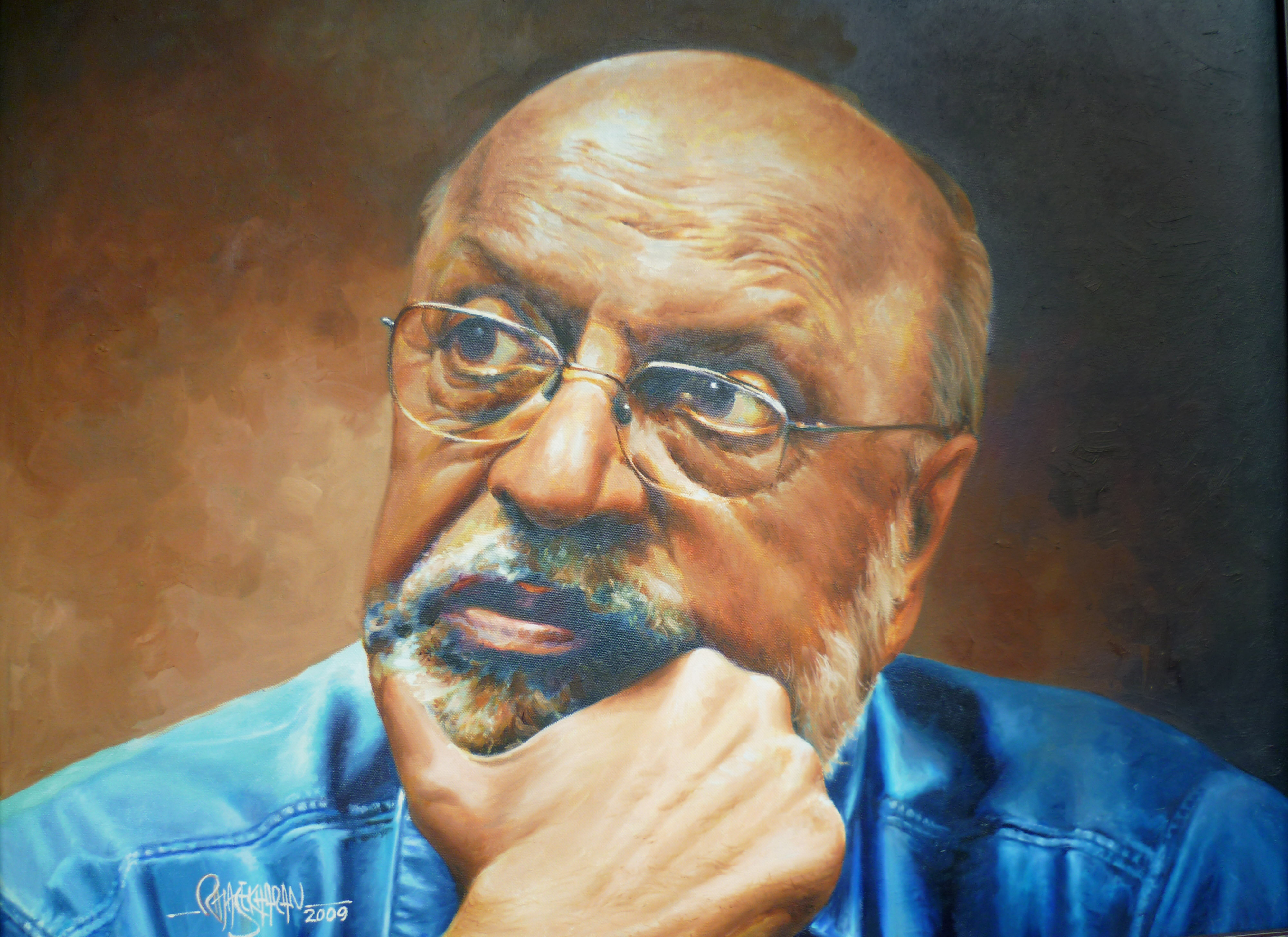
SYAM BENEGAL - OIL PAINTING

## Filmografía

### Películas
| Año  | Película                                       | Productores                                                                   | Notas |
| ---- | ---------------------------------------------- | ----------------------------------------------------------------------------- | --- |
| 1974 | Ankur                                          | Blaze Film Enterprises                                                        | La selección oficial de la India para los Óscar Premio Nacional de Cine a la Mejor Película (segundo lugar) |
| 1975 | Charandas Chor                                 | Children's Film Society of India                                              | |
| 1975 | Nishant                                        | Blaze Film Enterprises                                                        | Nominada para la Palma de Oro Premio Nacional de Cine a la Mejor Película en Hindi                          |
| 1976 | Manthan                                        | Gujarat Milk Co-Op Marketing Federation Ltd.                                  | La selección oficial de la India para los Óscar Premio Nacional de Cine a la Mejor Película en Hindi        |
| 1977 | Bhumika                                        | Blaze Film Enterprises                                                        | Premio Filmfare a la Mejor Película                                                                         |
| 1978 | Kondura                                        | Raviraj International                                                         | Proyectada en el Festival Internacional de Cine de Berlín (1979)                                            |
| 978  | Junoon                                         | Film Valas                                                                    | Premio Filmfare a la Mejor Película (1980) Premio Nacional de Cine a la Mejor Película en Hindi             |
| 1978 | Anugraham                                      | Raviraj International                                                         | |
| 1981 | Kalyug                                         | Film Valas                                                                    | Premio Filmfare a la Mejor Película (1982)                                                                  |
| 1982 | Arohan                                         | Blaze Film Enterprises                                                        | Premio Nacional de Cine a la Mejor Película en Hindi                                                        |
| 1983 | Mandi                                          | Blaze Film Enterprises                                                        | Proyectada en el Festival Internacional de Cine de Londres (1988)                                           |
| 985  | Trikaal                                        | Blaze Film Enterprises                                                        | Premio Nacional de Cine al Mejor Director                                                                   |
| 1987 | Susman                                         | Association of Corporations and Apex Societies of Handloom, Sahyadri Films    | Proyectada en el Festival Internacional de Cine de Londres (1987)                                           |
| 1991 | Antarnaad                                      | Suhetu Films                                                                  | |
| 1993 | Suraj Ka Satvan Ghoda                          | National Film Development Corporation                                         | Premio Nacional de Cine a la Mejor Película en Hindi                                                        |
| 1994 | Mammo                                          | National Film Development Corporation                                         | Premio Nacional de Cine a la Mejor Película en Hindi                                                        |
| 1996 | Sardari Begum                                  | PLUS Films                                                                    | Premio Nacional de Cine a la Mejor Película en Urdu                                                         |
| 996  | The Making of the Mahatma                      | National Film Development Corporation, South African Broadcasting Corporation | Premio Nacional de Cine a la Mejor Película en Inglés                                                       |
| 1999 | Samar                                          | National Film Development Corporation                                         | Premio Nacional de Cine a la Mejor Película                                                                 |
| 2000 | Hari-Bhari                                     | National Film Development Corporation, Ministry of Health and Family Welfare  | Premio Nacional de Cine a la Mejor Película sobre el Bienestar de la Familia                                |
| 2001 | Zubeidaa                                       | F.K.R. Productions, Sahyadri Films                                            | Premio Nacional de Cine a la Mejor Película en Hindi                                                        |
| 2005 | Netaji Subhas Chandra Bose: The Forgotten Hero | Sahara India Motion Pictures, Sahyadri Films                                  | Premio Nargis Dutt                                                                                          |
| 2008 | Welcome to Sajjanpur                           | UTV Spot Boy Motion Pictures                                                  | |
| 2010 | The Poet of Politics                           | Abdul Gaffar Choudhury                                                        | |
| 2010 | Well Done Abba                                 | Raj Pius, Mahesh Ramanathan                                                   | |

### Documentales
| Año   | Película                                                    | Notas                                                       |
| ----- | ----------------------------------------------------------- | ----------------------------------------------------------- |
| 1967  | Close to Nature                                             |                                                             |
| 1967  | A Child of the Streets                                      |                                                             |
| 11968 | Sinhasta, or The Path to Immortality                        |                                                             |
| 1968  | Indian Youth: An Exploration                                |                                                             |
| 1969  | Horoscope for a Child                                       |                                                             |
| 1970  | Why Export?                                                 |                                                             |
| 1970  | Quest for a Nation                                          |                                                             |
| 1971  | Tala and Rhythm                                             |                                                             |
| 1971  | Steel: A Whole New Way of Life                              |                                                             |
| 1971  | The Pulsating Giant                                         |                                                             |
| 1972  | The Shruti and Graces of Indian Music                       |                                                             |
| 1972  | Raga and Melody                                             |                                                             |
| 1972  | The Raag Imam Kalyan                                        |                                                             |
| 1972  | Power to the People                                         |                                                             |
| 1972  | Notes on the Green Revolution                               |                                                             |
| 1972  | Foundations of Progress                                     |                                                             |
| 1973  | Suhani Sadak                                                |                                                             |
| 1974  | You Can Prevent Burns                                       |                                                             |
| 1974  | Violence: What Price? Who Pays? No. 5                       |                                                             |
| 1974  | The Quiet Revolution                                        |                                                             |
| 1974  | Learning Modules for Rural Children                         |                                                             |
| 1974  | Bal Sansar                                                  |                                                             |
| 1975  | The Quiet Revolution, Part 2                                |                                                             |
| 1976  | Tomorrow Begins Today: Industrial Research                  |                                                             |
| 1976  | Epilepsy                                                    |                                                             |
| 1977  | New Horizons in Steel                                       |                                                             |
| 1979  | Reaching Out to People                                      |                                                             |
| 1979  | Pashu Palan                                                 |                                                             |
| 1982  | Satyajit Ray, Filmmaker                                     | Premio Nacional de Cine a la Mejor Película Biográfica      |
| 1982  | Jawaharlal Nehru                                            |                                                             |
| 1982  | Growth for a Golden Future                                  |                                                             |
| 1983  | Tata Steel: Seventy Five Years of the Indian Steel Industry |                                                             |
| 1983  | Sangathan                                                   |                                                             |
| 1983  | Animal Reproduction and Artificial Insemination in Bovines  |                                                             |
| 1985  | Vardan                                                      |                                                             |
| 1985  | Nehru                                                       | Premio Nacional de Cine a la Mejor Reconstrucción Histórica |
| 985   | Festival of India                                           |                                                             |
| 1990  | A Quilt of Many Cultures: South India                       |                                                             |
| 1990  | Nature Symphony                                             |                                                             |
| 1990  | Adobe of Kings: Rajasthan                                   |                                                             |
| 2007  | Lost Childhood                                              | [ 15 ]                                                      |

### Cortos
| Year | Título'          | Other notes |
| ---- | ---------------- | ----------- |
| 1962 | Gher Betha Ganga |             |
| 1969 | Poovanam         |             |
| 1969 | Flower Garden    |             |
| 1975 | Hero             |             |

### Televisión
| Año  | Título                | Notas                                             |
| ---- | --------------------- | ------------------------------------------------- |
| 1986 | Yatra                 |                                                   |
| 1986 | Katha Saagar          |                                                   |
| 1988 | Bharat Ek Khoj        | Basada en Discovery of India por Jawaharlal Nehru |
| ?    | Amravati ki Kahaniyan | Basada en cuentos                                 |